# برنهارد گروبر
برنهارد گروبر (انگلیسی: Bernhard Gruber؛ زادهٔ ۱۲ اوت ۱۹۸۲) اهل اتریش است.